# Muhammed Ali Doğan
Muhammed Ali Doğan (* 10. August 1995 in Oberhausen) ist ein deutsch-türkischer Fußballspieler.

## Spielerkarriere

### Vereine
Doğan erlernte das Fußballspielen u. a. in der Nachwuchsabteilung vom SG Wattenscheid 09. Im Sommer 2013 wechselte er in die türkische Süper Lig zum Absteiger Elazığspor und gab bei diesem Verein sein Profidebüt im Pokalspiele gegen MP Antalyaspor.
Im Januar 2016 wechselte er innerhalb der TFF 1. Lig zu Balıkesirspor.

### Nationalmannschaft
Ab dem Frühjahr 2014 begann Doğan für die türkische U-19-Nationalmannschaft aufzulaufen.